# Gyula Benkő
Dans le nom hongrois Benkő Gyula, le nom de famille précède le prénom, mais cet article utilise l’ordre habituel en français Gyula Benkő, où le prénom précède le nom.
Gyula Benkő, né le 22 août 1918 à Budapest − mort le 30 juin 1997 dans la même ville, est un acteur hongrois. Il était le père de l’acteur Péter Benkő.

## Biographie
Gyula Benkő hérite du titre posthume de l'Ordre de Vitéz de son père décédé pendant la Première Guerre mondiale. Il grandit à Józsefváros, dans de mauvaises conditions, sa mère travaillant à l'usine pour l'élever. Il est diplômé du lycée Széchenyi. Il est diplômé de l'Académie d'art dramatique en 1939, dans la classe d'Ódry Árpád (hu). Il est engagé par le Vígszínház, d'abord comme boursier, puis comme membre régulier. Du printemps 1948 à 1949, il est codirecteur du théâtre aux côtés de Klári Tolnay et Somló István (hu). En 1949, il rejoint le Théâtre de la Jeunesse (hu). En 1951 , à l'invitation de Zoltán Várkonyi, il retourne au Vígszínház, bombardé pendant la guerre puis reconstruit, appelé 9 ans Théâtre de l'Armée populaire hongroise (Magyar Néphadsereg Színháza). Entre 1949 et 1955, il enseigne à l'Université d'art dramatique et cinématographique et de 1962 et 1968, il est secrétaire de l'Association des arts du théâtre (Színházművészeti Szövetség). Il prend sa retraite en 1978, mais joue jusqu'à sa mort en 1997.

### Vie privée
Gyula Benkő est fiancé à l'actrice Gyongyi Zador (hu) jusqu'à la mort de celle-ci en 1941. En juin 1944, il se marie à Katalin Molnár avec qui il a un fils Péter Benkő né en 1947.

## Filmographie
- 1951 : Un drôle de mariage de Márton Keleti
- 1961 : Deux Mi-temps en enfer de Zoltán Fábri
- 1972 : Les Évasions célèbres, épisode Le Prince Rakoczi :  Hoffstadt
- 1973 : Ártatlan gyilkosok de Zoltán Várkonyi
- 1979 : Útközben de Márta Mészáros (voix)